# 150 California Street
150 California Street es un edificio de 24 pisos, 101 m (110,5 yd) rascacielos torre de oficinas ubicado en California Street en el distrito financiero de San Francisco, California.

## Historia
La construcción del edificio se completó en 2000 y fue diseñado por el estudio de arquitectura Hellmuth, Obata + Kassabaum. En 2002, AIA San Francisco y The San Francisco Business Times honraron a sus diseñadores con el Premio de Honor de Arquitectura 2002. 

## Inquilinos
- GCA Savvian